# Sredneouralsk
Sredneouralsk (en russe : Среднеуральск) est une ville de l'oblast de Sverdlovsk, en Russie. Sa population s'élevait à 21 102 habitants en 2013.

## Géographie
Sredneouralsk est située dans l'Oural, sur les rives du lac Isset, à 25 km au nord de Iekaterinbourg et à 1 409 km à l'est de Moscou.

## Histoire
Sredneouralsk est fondée en 1931 dans le cadre de la construction de la centrale thermique Sredneouralskaïa GRES (en russe : Среднеуральская ГРЭС). Elle accède au statut de commune urbaine en 1933, puis à celui de ville en 1966.

## Population
Recensements (*) ou estimations de la population
| 1939* | 1959*  | 1970*  | 1979*  | 1989*  |
| ----- | ------ | ------ | ------ | ------ |
| 6 108 | 13 106 | 16 685 | 17 613 | 18 786 |

| 2002*  | 2010*  | 2012   | 2013   | 2014 |
| ------ | ------ | ------ | ------ | ---- |
| 19 555 | 20 449 | 20 739 | 21 102 | -    |

## Économie
La principale entreprise de la ville est la centrale thermique Sredneouralskaïa GRES, d'une puissance de 1 184 MW. Le combustible employé est le fioul et la gaz naturel. La centrale est l'une des quatre centrales du producteur russe d'électricité OGK-5.